# 梅丹本舗
株式会社梅丹本舗（めいたんほんぽ）は、和歌山県紀の川市に本社を置く、梅肉エキスを使用した健康食品の製造販売をおこなう企業である。

## 会社概要
創業から今日まで発売され続けている、健康食品「梅丹」の発売元としてその名を知られる。また梅の産地でもある和歌山県に工場を持ち、現地で一貫して製造され続けている。
かつて1980年代には「おはようワイド・土曜の朝に」（ABC制作・テレビ朝日系列全国ネット）などのスポンサーを担当していたことでもその名を知られる。当時イルカをイメージキャラクターに起用したCMを放送していた。
その後、長らくイメージキャラクターを起用しない企業CMがスポットCMを中心に放送されていたが、2013年になって久しぶりにイメージキャラクターを起用、前年にデビューした歌手の臼澤みさきがイメージキャラクターを務める企業CMが2月に放送を開始した。
その後、2019年に小林製薬の完全子会社となり、自社製品のほか小林製薬の「紅麹」サプリメントの原料製造などを請け負っていたが、2024年3月に発覚した小林製薬紅麹サプリメント問題に伴い厚生労働省他の立入検査を受ける。これらの影響もあり、同月に全商品の製造・販売を終了すると発表した。2025年6月30日付で操業停止中である紀の川工場を閉鎖する予定。ただ、同社製品に関しては既存顧客から生産・販売再開を望む意見も多いことから、今後中長期的に新製品の投入などを検討するとしている。

## 沿革

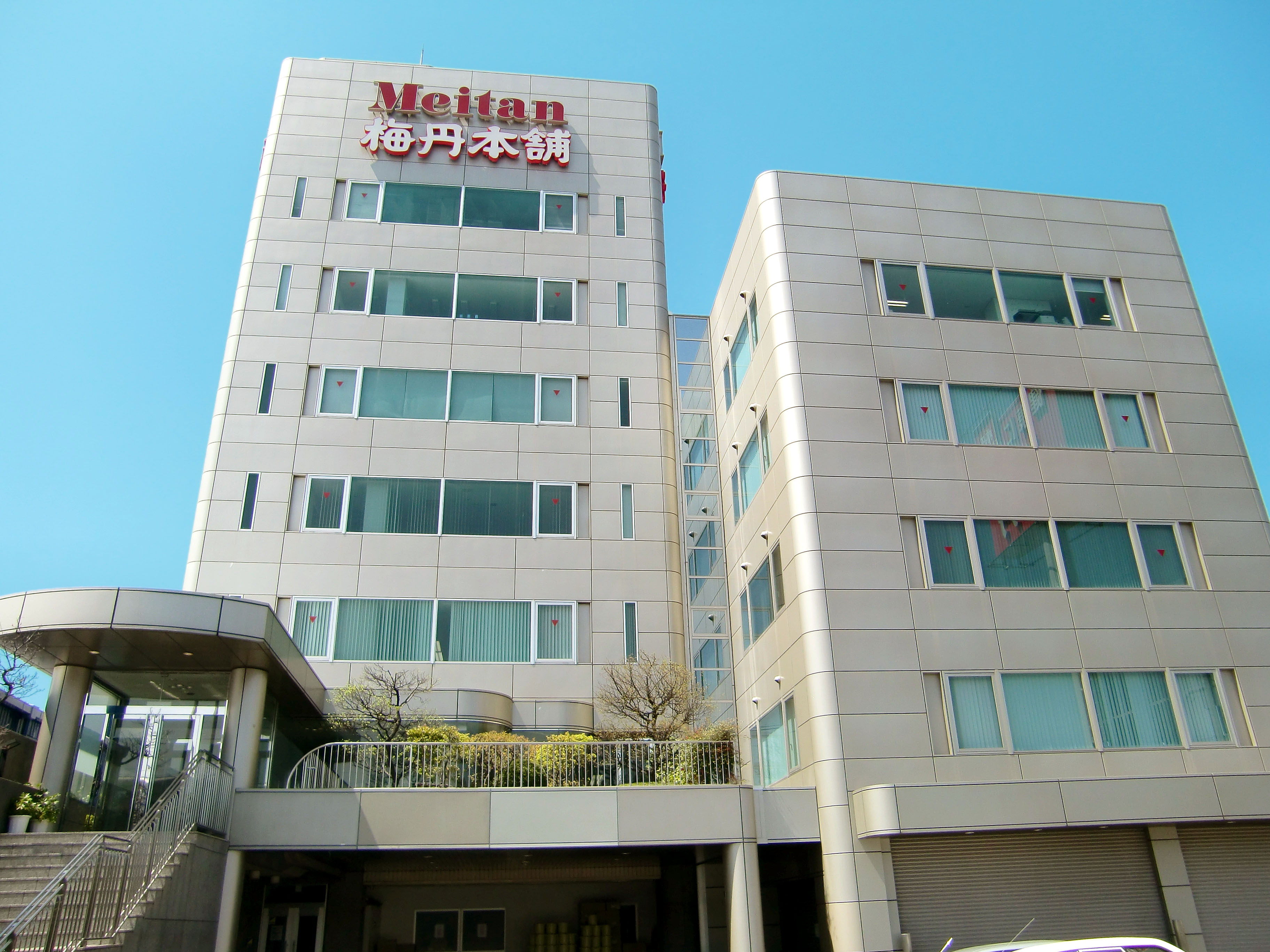
梅丹本舗旧本社

- 1925年7月11日 - 「大自然食薬療法研究所」として、大阪府大阪市西区古川町で創業。
- 昭和初期 - 「日本漢方薬品工業株式会社」を設立、「梅丹」の発売を開始。
- 1950年6月 - 個人創業の「梅丹本舗」に組織変更。
- 1966年2月 - 和歌山県日高郡みなべ町（旧南部川村）に、材料供給組織「梅丹会」を設立。
- 1968年11月 - 大阪府摂津市正雀に本社を移転。
- 1969年11月21日 - 「梅丹本舗」を法人化。
- 1971年 - 和歌山県日高郡みなべ町（旧南部町）に紀州工場を開設。
- 1976年7月 - 大阪府摂津市三島に本社を移転。
- 1983年2月 - シンガーソングライターのイルカをイメージキャラクターに起用。
- 1986年10月 - 大阪府摂津市学園町に本社を移転。
- 2013年2月 - 新イメージキャラクターに歌手の臼澤みさきを起用[3]。
- 2016年9月 - 和歌山県紀の川市に新工場を開設し、同時に本社を同地に移転[7]。
- 2019年5月14日 - 小林製薬が梅丹本舗の全株式を取得して、完全子会社化[8]
- 2024年3月31日 - 全商品の製造・販売を終了[5]。
- 2025年6月30日 - 紀の川工場を閉鎖する予定[6]。

## これまで製造・販売されていた主な商品
「梅丹」・「梅丹エキストラゴールド」・「梅丹スーパーエキストラゴールド」は2018年3月に沖縄県産さとうきびの食物繊維「ウージパウダー」が配合され、「梅丹UG」・「梅丹EG」・「梅丹SEG」に改名された。
- 梅丹UG（古式梅肉エキスと食物繊維の粒）
- 梅丹EG（「梅丹UG」に霊芝・高麗人参・カルシウム(カキ殻末)を加えた粒）
- 梅丹SEG（「梅丹UG」に霊芝・姫まつたけ・ローヤルゼリー・カルシウム(カキ殻末)・マグネシウムを加えた粒）
- 古式梅肉エキス（ペースト状）
- 梅酢
- 梅を利用した菓子他多数。
- スーパーアスリートシリーズ、2RUN（主に自転車ロードレース選手向けを想定したサプリメント）

## ラジオ番組
「梅博士 松本紘斉のヘルシーモーニング」（NRN基幹局中心の企画ネット番組）として、同社の会長であった松本紘斉自身が自ら出演し、梅の話や健康にまつわる話を放送していた。しかし、2009年3月31日放送分で終了することになった。当該項参照。

## その他

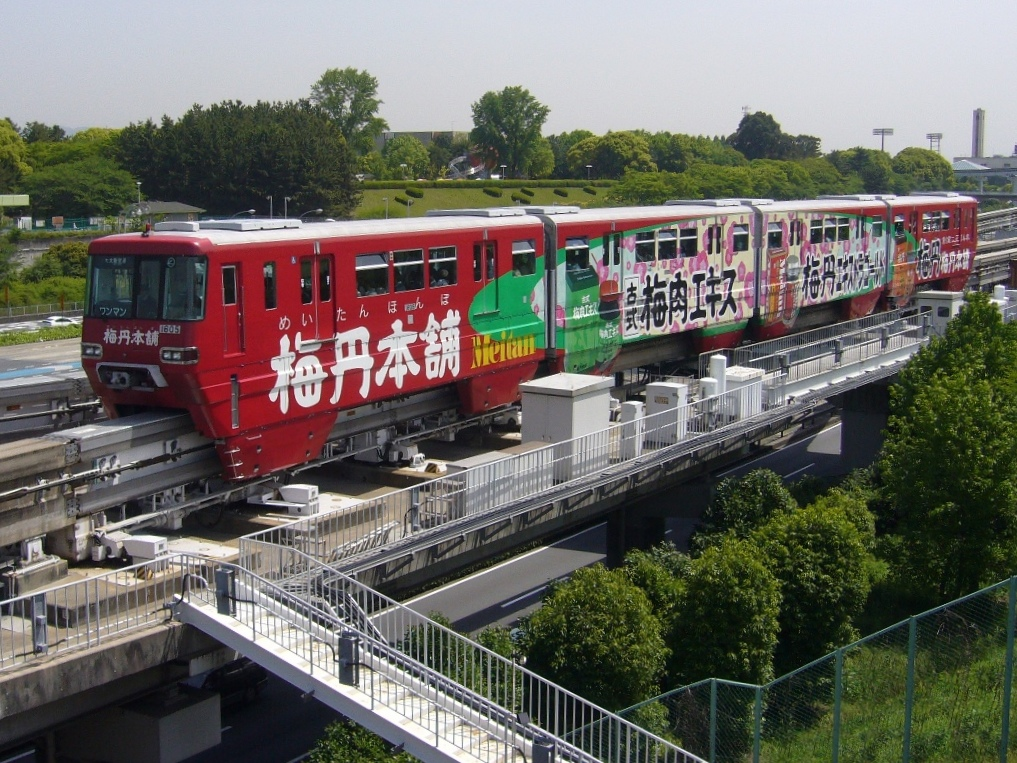
大阪モノレール 梅丹号

- 摂津市学園町にあった旧本社は、すぐ前を大阪高速鉄道大阪モノレール線が通っていた（1997年に開業した摂津駅に近かった）。そうしたこともあり、大阪モノレール1000系電車の1編成を「梅丹号」として広告ラッピング車両としていた。
- 2007年度より、サイクルロードレースチーム“エキップアサダ”のメインスポンサーとなる。2007年のツアー・オブ・ジャパンでは、梅丹本舗の地元である大阪ステージで、同チーム所属の宮澤崇史と新城幸也がワンツーフィニッシュを決めている。2009年には社内にスーパーアスリート事業部を創設し、エキップアサダの全面協力により開発されたスポーツ選手向けサプリメント「スーパーアスリート」シリーズを発売している。
- 同社は日本自転車競技連盟と公式スポンサー契約を締結しているが、同社の製品のうち、「古式梅肉エキス」や「トップコンディション」の中に、世界反ドーピング機関が定めた禁止薬物のボルジオンが含まれていることが、2016年4月に判明した。日本自転車競技連盟は、これらの薬物を使用しないよう通知した[9]。同社では「元々自然界に存在する成分なうえ、含有量は極めて微量であり健康に問題はないが、アンチドーピングの精神にのっとりアスリートへの供給は中止する」としている[10][11]。
- 小林製薬の子会社となったことに伴い、2022年4月からは「古式梅肉エキス」を機能性表示食品の「梅丹 梅肉エキス」として、「梅丹UG」を「梅丹 梅肉エキス粒」として「梅丹」ブランドで小林製薬への供給（販売委託）が開始された。これらの製品は北海道限定発売となる。
- 先述の通り、2024年3月31日付で、全商品の製造・販売を終了した[5]。